# تناسب‌گرایی
تناسب‌گرایی (به انگلیسی: Proportionalism)، یک نظریه اخلاقی است که بین نظریه‌های پیامدگرایی و اخلاق وظیفه‌گرا قرار دارد. نظریه‌های نتیجه‌ای، مانند فایده‌گرایی، می‌گویند که یک عمل بسته به پیامدهایی که ایجاد می‌کند، درست یا نادرست است، اما نظریه‌های دین‌شناختی، مانند امر مطلق ایمانوئل کانت، می‌گویند که اعمال یا ذاتاً درست هستند، یا ذاتاً نادرستند. با این حال، تئوری‌های تناسبی مانند فایده‌گرایی می‌گویند که مخالفت با یک اصل هرگز درست نیست، مگر این‌که بتوان دلیل متناسب با آن را توجیه کرد.
در دهه 1960، تناسب‌گرایی تلاشی نتیجه‌گرا برای توسعه قانون طبیعی بود، یک نظریه غایت‌شناختی در کاتولیک رومی، که شدیداً با توماس آکویناس الهی‌دان قرن سیزدهم مرتبط بود، اما در سایر کشیشان کلیسا مانند ماکسیموس اعتراف‌گیرنده و جان داماسکیوس نیز یافت می‌شود، و همچنین در مکاتب فلسفی اولیه مانند رواقی‌گری. رهنمودهای اخلاقی تعیین‌شده توسط آموزه‌های کاتولیک رومی قانون اخلاق طبیعی عمدتاً از این جهت حمایت می‌شود که اعمال ذاتاً شیطانی، همچنان به این صورت طبقه‌بندی می‌شوند. در شرایط خاصی که تعادل بین خیر و شر ضروری وجود دارد (شرهای ضروری آن‌هایی هستند که غیراخلاقی نیستند بلکه صرفاً باعث درد یا رنج می‌شوند، خیر ضروری آن‌هایی هستند که درد یا رنج را کاهش می‌دهند). تناسب‌گرایی بیان می‌کند که می‌توان با سنجیدن خیر و شر ضروری ناشی از عمل، مسیر صحیح عمل را تعیین کرد. در نتیجه، تناسب‌گرایی به‌دنبال انتخاب بدی کمتر است. پاپ ژان پل دوم تناسب‌گرایی دهه 1960 را که در بخشنامه‌ای، در سال 1993 و 1995 منتشر شد، رد کرد. در عوض، او گزارشی از کنش اخلاقی بر اساس هدف عمل، قصد شخص انجام‌دهنده فعل و شرایط پیرامون آن عمل ارائه می‌دهد.